# Cantone di Houdan
Il Cantone di Houdan era una divisione amministrativa dell'Arrondissement di Mantes-la-Jolie.
È stato soppresso a seguito della riforma complessiva dei cantoni del 2014, che è entrata in vigore con le elezioni dipartimentali del 2015.
Comprendeva i comuni di:
- Adainville
- Bazainville
- Boissets
- Bourdonné
- Civry-la-Forêt
- Condé-sur-Vesgre
- Courgent
- Dammartin-en-Serve
- Dannemarie
- Flins-Neuve-Église
- Gambais
- Grandchamp
- Gressey
- La Hauteville
- Houdan
- Longnes
- Maulette
- Mondreville
- Montchauvet
- Mulcent
- Orgerus
- Orvilliers
- Osmoy
- Prunay-le-Temple
- Richebourg
- Saint-Martin-des-Champs
- Septeuil
- Tacoignières
- Le Tartre-Gaudran
- Tilly